# Lac de Thiên Quang
Le lac Halais ou lac de Thiên Quang (vietnamien : Hồ Thiền Quang) est un lac situé dans le district de Hai Ba Trung à Hanoï au Viêt Nam.

## Description
Le lac est longé par la rue Nguyễn Du qui s'appelait Rue Halais et les rues Tran Binh Trong, Tran Nhan Tong et Quang Trung.